# Glamour Awards

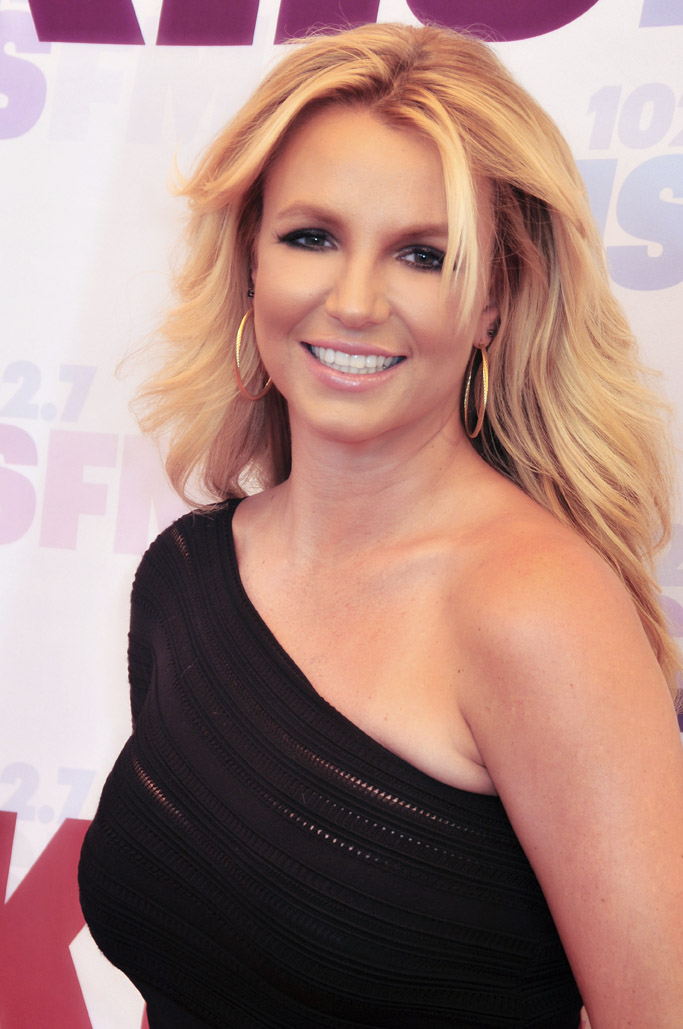
Britney Spears recebeu o prêmio de mulher do ano em 2003.

Glamour Awards é uma premiação feita anualmente todo mês de maio pela revista Glamour, no Reino Unido. Foi iniciado em 2003. 